# IIFA Award/Style Diva of the Year
Der Preis Style Diva of the Year ist eine Kategorie des IIFA und wird an diejenige verliehen, die im Vorjahr durch ihre schauspielerischen Leistungen und Erfolge in der Filmindustrie Bollywoods besonders geehrt wird.
Die Gewinner des IIFA Style Diva of the Year Award waren:
| Jahr | Schauspielerin |
| ---- | -------------- |
| 2000 | kein Preis     |
| 2001 | kein Preis     |
| 2002 | kein Preis     |
| 2003 | kein Preis     |
| 2004 | Kareena Kapoor |
| 2005 | Preity Zinta   |
| 2006 | kein Preis     |
| 2007 | kein Preis     |